# Pedro José Escalón
Pedro Jose Escalon (ur. 25 marca 1847, zm. 6 września 1923) – prezydent Salwadoru od 1 marca 1903 do 1 marca 1907.
W 1906 Escalón wsparł próbę obalenia gwatemalskiego dyktatora Manuela Estrady Cabrery, czym doprowadził do zatargów zbrojnych między Salwadorem a Gwatemalą.